# Matthijs van Toorn
Matty van Toorn (Rotterdam, le 29 décembre 1950 - Liège, le 21 novembre 2007) est un footballeur néerlandais devenu entraîneur puis agent de joueur. Il meurt à 56 ans des suites d'une maladie contractée lors d'un séjour en Afrique.
Doté d'une personnalité agréable et d'un grand sens du contact, "Matty" van Toorn avait "la langue bien pendue", selon l'expression pression familière. Il fut régulièrement surnommé "le plus wallon des Hollandais" par la presse sportive.

## Carrière

### Joueur
Matt van Toorn débute dans sa ville natale de Rotterdam au sein des équipes Feyenoord et Excelsior.
Il rejoint ensuite le Sporting de Charleroi dont il devient un des piliers. Ses prestations régulières lui valent un transfert en 1978 vers le Sporting d'Anderlecht.
Il quitte la capitale au terme d'un seul championnat et joue ensuite plusieurs saisons au sein du Club Liégeois avant une dernière avec St-Niklaas/Waas.

### Entraîneur
Matt van Toorn termine sa carrière comme joueur-entraîneur à l'Union Hutoise (concrètement il ne joue pas) à l'époque en Promotion.
Il dirige par la suite plusieurs clubs wallons: le R. FC Tilleur-St-Nicolas (Promotion, puis plus tard en D3), le R. FC Sérésien (D3), l'Olympic de Charleroi (D3), l'ACHE (D3) puis le "RTFCL" (D2).
Il preste aussi une pige de quelques mois en Région flamande au K. SK Tongeren (D2). Remplacé après 20 matchs, il termine la saison 91-92 aux commandes de Tilleur-Saint-Nicolas. Cette saison-là, Tongres sauve sa peau de justesse (14e), alors que Tilleur termine au 4e rang en D3. La saison suivante avec "Matty" toute la saison, il se classe 9e.
En 1998-1999, van Toorn entraîne aussi l'équipe de Futsal de ONU Seraing avec laquelle il gagne la Coupe de Belgique contre Bocholt (1-0, après prolongation), lors d'une finale jouée à Andenne.

### Agent de joueurs
On lui doit la découverte du Nigérian Taye Taiwo.

## Palmarès
- Vice-champion de Belgique en 1979 avec le R. SC Anderlechtois.
- Finaliste de la Coupe de Belgique en 1978 avec le R. Charleroi SC.